# Ватт
О типе морских побережий см. Ватты
Ватт (русское обозначение: Вт, международное: W) — единица измерения мощности, а также теплового потока, потока звуковой энергии, мощности постоянного электрического тока, активной мощности переменного электрического тока, потока излучения и потока энергии ионизирующего излучения в Международной системе единиц (СИ). Единица названа в честь шотландско-ирландского изобретателя-механика Джеймса Уатта (Ватта), создателя универсальной паровой машины.
В соответствии с правилами СИ, касающимися производных единиц, названных по имени учёных, наименование единицы ватт следует писать со строчной буквы, а её обозначение — с заглавной. Такое написание обозначения сохранено и в обозначениях других производных единиц, образованных с использованием ватта. Например, обозначение единицы измерения энергетической яркости «ватт на стерадиан-квадратный метр» записывается как Вт/(ср·м2).
Ватт как единица измерения мощности был впервые принят на Втором конгрессе Британской научной ассоциации в 1882 году. До этого при большинстве расчётов были использованы введённые Джеймсом Уаттом лошадиные силы, а также фут-фунты в минуту. В Международную систему единиц (СИ) ватт введён решением XI Генеральной конференцией по мерам и весам в 1960 году одновременно с принятием системы СИ в целом.
Одной из основных характеристик всех электроприборов является потребляемая мощность, поэтому на любом электроприборе (или в инструкции к нему) можно найти информацию об этой мощности, выраженной в ваттах.

## Определение

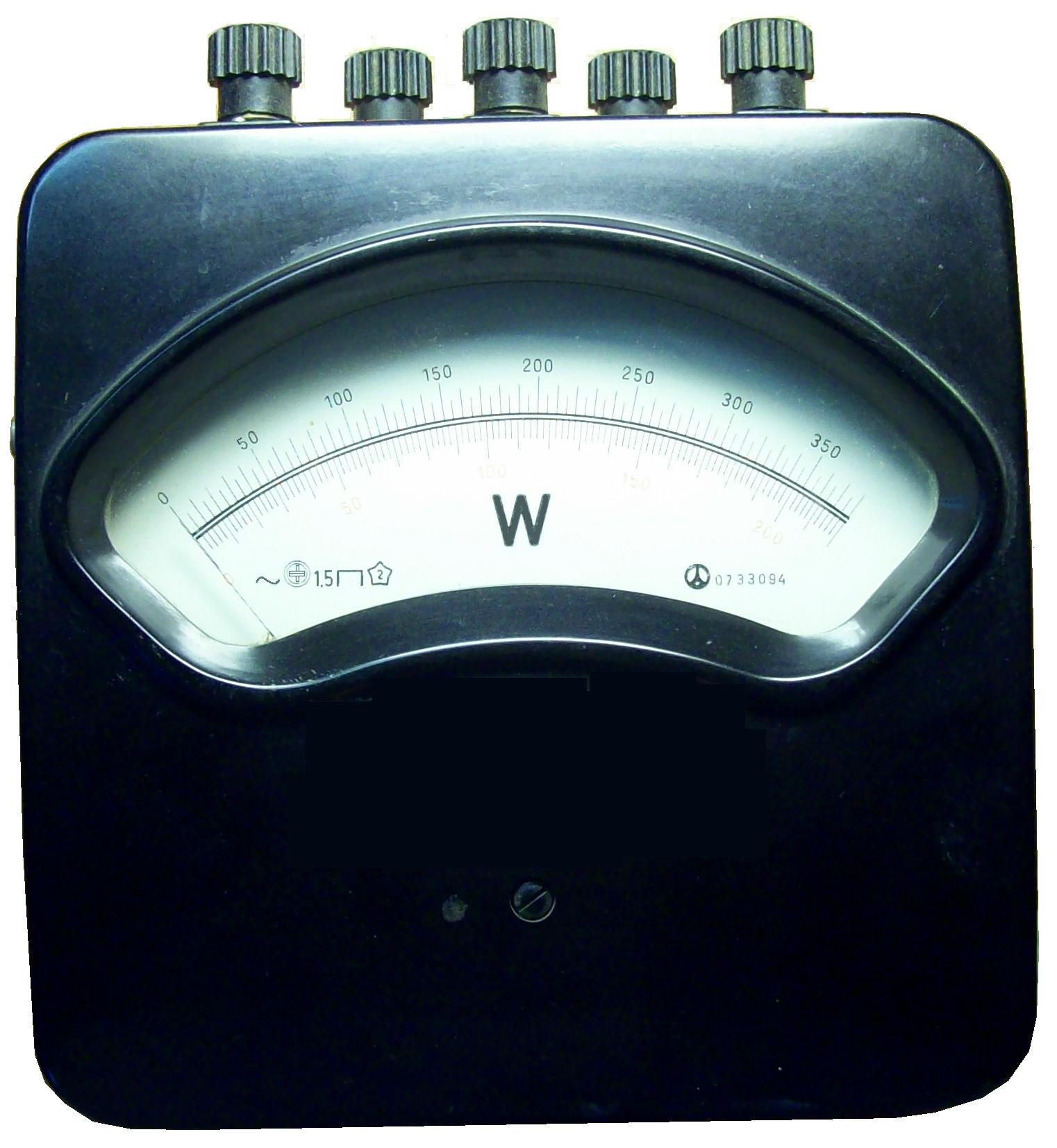
Ваттметр — прибор для измерения мощности, потребляемой элементами электрических цепей

1 ватт определяют как мощность, при которой за 1 секунду времени совершается работа в 1 джоуль. Таким образом, ватт — это производная единица измерения, которая связана с основными единицами СИ следующим соотношением:
Вт = {\displaystyle {\cfrac {{\text{кг}}\cdot {\text{м}}^{2}}{{\text{с}}^{3}}}}
Через другие единицы СИ ватт можно выразить следующим образом:
Вт = Дж / с
Вт = H·м/с
Вт = В·А.
Кроме механической (определение которой приведено выше), различают ещё тепловую и электрическую мощность.

## Перевод в другие единицы измерения мощности
Ватт связан с другими, не входящими в систему СИ единицами измерения мощности, следующими соотношениями:
1 Вт = 107 эрг/с
1 Вт ≈ 0,102 кгс·м/с
1 Вт ≈ 1,36⋅10−3 л. с.
1 Вт = 859,8452279 кал/ч

## Кратные и дольные единицы
Для расчётов, связанных с мощностью, не всегда удобно использовать ватт сам по себе. Иногда, когда измеряемые величины очень большие или очень маленькие, гораздо удобнее пользоваться единицей измерения со стандартными приставками, что позволяет избежать постоянных вычислений порядка значения. Так, при проектировании и расчёте радаров и радиоприёмников чаще всего используют пВт или нВт, для медицинских приборов, таких как ЭЭГ и ЭКГ, используют мкВт. В производстве электричества, а также при проектировании железнодорожных локомотивов, используют мегаватты (МВт) и гигаватты (ГВт).
Стандартные приставки СИ для ватта приведены в следующей таблице.
| Кратные                                               | Кратные    | Кратные     | Кратные     | Дольные  | Дольные    | Дольные     | Дольные     |
| величина                                              | название   | обозначение | обозначение | величина | название   | обозначение | обозначение |
| ----------------------------------------------------- | ---------- | ----------- | ----------- | -------- | ---------- | ----------- | ----------- |
| 101 Вт                                                | декаватт   | даВт        | daW         | 10−1 Вт  | дециватт   | дВт         | dW          |
| 102 Вт                                                | гектоватт  | гВт         | hW          | 10−2 Вт  | сантиватт  | сВт         | cW          |
| 103 Вт                                                | киловатт   | кВт         | kW          | 10−3 Вт  | милливатт  | мВт         | mW          |
| 106 Вт                                                | мегаватт   | МВт         | MW          | 10−6 Вт  | микроватт  | мкВт        | µW          |
| 109 Вт                                                | гигаватт   | ГВт         | GW          | 10−9 Вт  | нановатт   | нВт         | nW          |
| 1012 Вт                                               | тераватт   | ТВт         | TW          | 10−12 Вт | пиковатт   | пВт         | pW          |
| 1015 Вт                                               | петаватт   | ПВт         | PW          | 10−15 Вт | фемтоватт  | фВт         | fW          |
| 1018 Вт                                               | эксаватт   | ЭВт         | EW          | 10−18 Вт | аттоватт   | аВт         | aW          |
| 1021 Вт                                               | зеттаватт  | ЗВт         | ZW          | 10−21 Вт | зептоватт  | зВт         | zW          |
| 1024 Вт                                               | йоттаватт  | ИВт         | YW          | 10−24 Вт | иоктоватт  | иВт         | yW          |
| 1027 Вт                                               | роннаватт  | РнВт        | RW          | 10−27 Вт | ронтоватт  | рнВт        | rW          |
| 1030 Вт                                               | кветтаватт | КвВт        | QW          | 10−30 Вт | квектоватт | квВт        | qW          |
| рекомендовано к применению применять не рекомендуется |            |             |             |          |            |             |             |

## Символы Юникода
| Обозначения в Юникоде. | Обозначения в Юникоде.    | Обозначения в Юникоде. |
| ---------------------- | ------------------------- | ---------------------- |
| Символ                 | Название                  | Номер Юникода          |
| ㎺                     | Пиковатт (Square PW)      | U+33BA                 |
| ㎻                     | Нановатт (Square NW)      | U+33BB                 |
| ㎼                     | Микроватт (Square Mu W)   | U+33BC                 |
| ㎽                     | Милливатт (Square MW)     | U+33BD                 |
| ㎾                     | Киловатт (Square KW)      | U+33BE                 |
| ㎿                     | Мегаватт (Square MW MEGA) | U+33BF                 |

## Примеры в природе и технике
| Величина        | Описание |
| --------------- | --- |
| 10−9 ватт       | Излучение мощностью примерно в 1 нВт падает на участок поверхности Земли площадью 1 м² от звезды яркостью в +1,4 звёздной величины. |
| 5⋅10−3 ватт     | Такую мощность (или близкую к ней) имеет излучение обычных лазерных указок, сравнительно безопасное для человеческого зрения. |
| 1 ватт          | Примерная мощность передатчика обычного мобильного телефона. |
| 1⋅103 ватт      | Небольшой обогреватель. Примерная мощность излучения, падающего на 1 м2 поверхности Земли от Солнца, находящегося в зените. Средняя годовая мощность, потребляемая одним домашним хозяйством в США (среднее потребление энергии — примерно 8900 кВт•ч/год).                                          |
| 6⋅104 ватт      | Легковой автомобиль с двигателем в 80 лошадиных сил. |
| 1,2⋅107 ватт    | Электропоезд Eurostar. |
| 8,212⋅109 ватт  | Мощность при пиковых нагрузках крупнейшей в мире АЭС Касивадзаки-Карива (Касивадзаки, Япония). |
| 2,24⋅1010 ватт  | Проектная мощность крупнейшей в мире ГЭС «Три ущелья» (Санься, Китай). |
| 1012 ватт       | Пиковая мощность среднего удара молнии. |
| 1,9⋅1012 ватт   | Средняя оценочная электрическая мощность, потреблявшаяся человечеством в 2007 году. |
| 1,5⋅1015 ватт   | Рекордная мощность импульсного лазерного излучения, достигнутая на установке Nova в 1999 году. Энергия в импульсе составляла 660 Дж, длительность импульса — 440⋅10−15 с. |
| 1,74⋅1017 ватт  | Исходя из среднего значения облучённости на поверхности Земли в 1,366 кВт/м² общий поток солнечного излучения на поверхности Земли составляет примерно 174 ПВт. Если бы Земля не переизлучала эту энергию в пространство, она становилась бы массивнее на 1,94 кг каждую секунду.                    |
| 3,828⋅1026 ватт | Полная мощность излучения Солнца оценивается учёными в 382,8 ИВт, что более чем в два миллиарда раз больше, чем мощность излучения, падающего на поверхность Земли. Другими словами, вследствие термоядерных реакций в центре Солнца наше светило ежесекундно теряет массу в размере 4 260 000 тонн. |

## Разница между понятиями киловатт и киловатт-час
В ваттах и киловаттах измеряется мощность — скорость изменения (передачи, преобразования, потребления) энергии. В то же время ватт-час и киловатт-час являются единицами измерения самой энергии (работы). В ватт-часах и киловатт-часах выражается энергия, произведённая (переданная, преобразованная, потреблённая) за определённое время. Если мощность прибора постоянна, то произведённая (переданная, преобразованная, потреблённая) прибором энергия равна произведению мощности прибора на время работы прибора.
Например, если лампочка мощностью 100 Вт работала на протяжении 1 часа, то она потребила (входящая энергия) и выделила в виде света и тепла (исходящая энергия) 100 Вт·ч или 0,1 кВт·ч. 40-ваттная лампочка потребит (выделит) такое же количество энергии за 2,5 часа. Сказанное справедливо и для производимой электроэнергии. Так, мощность электростанции измеряется в киловаттах (мегаваттах), но количество поставленной потребителям в течение некоторого времени электроэнергии равно произведению мощности электростанции на упомянутое время и выражается в киловатт-часах (мегаватт-часах).
Сказанное справедливо для любого вида энергии: электрической, тепловой, механической, электромагнитной и прочей другой.